# Geburtstag

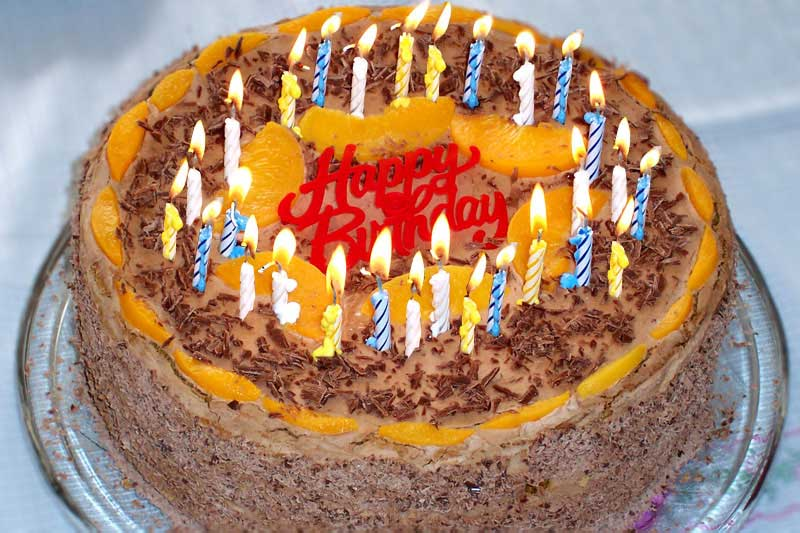
Geburtstagstorte mit 28 Kerzen und dem Schriftzug Happy Birthday

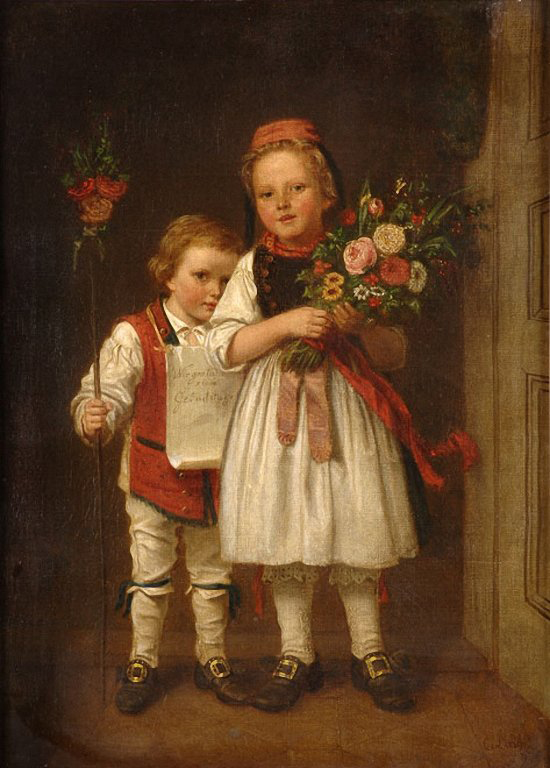
Carl Johann Lasch: Wir gratulieren zum Geburtstag (Kinder überbringen eine Geburtstagskarte und Blumen, 19. Jh.)

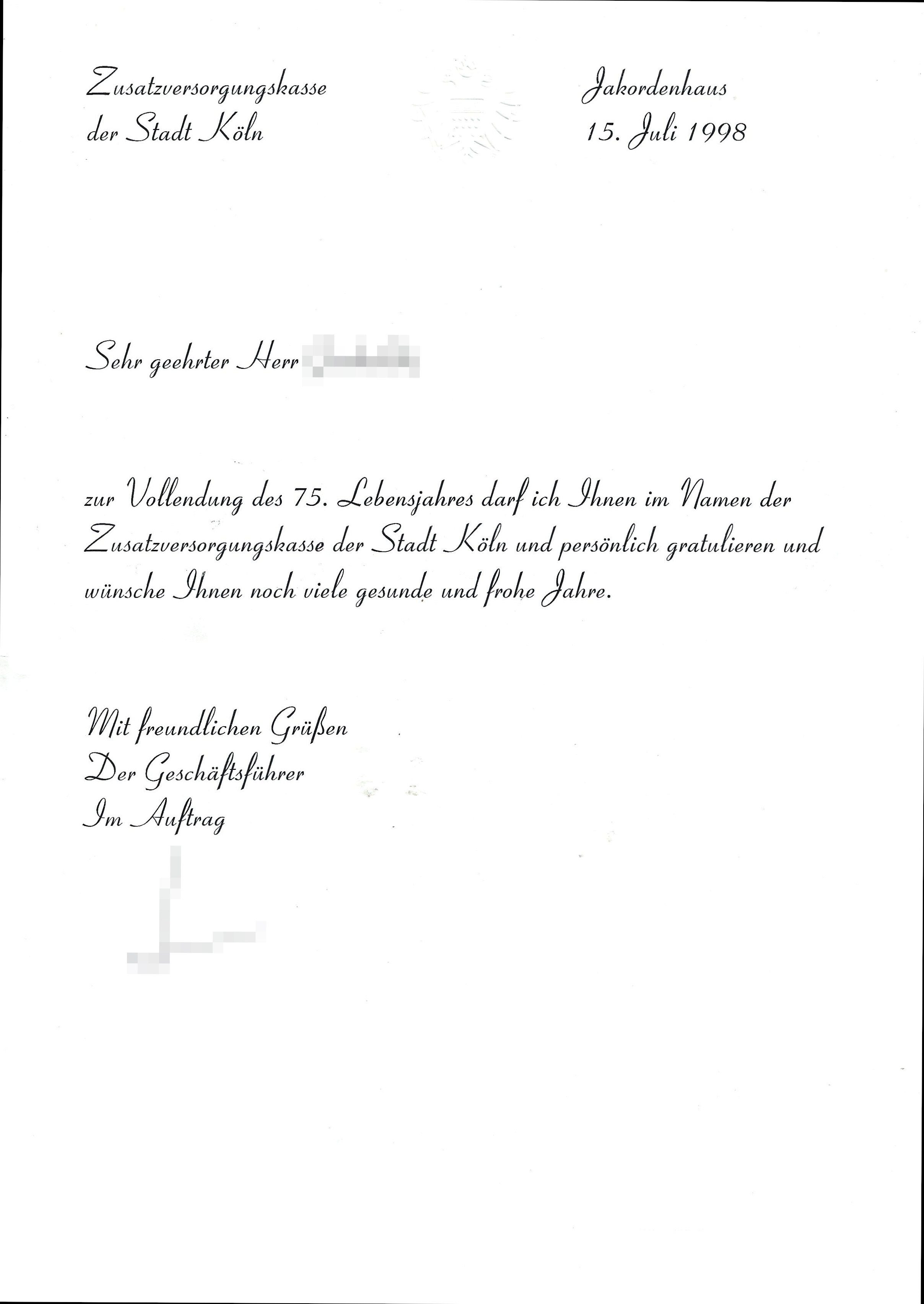
Glückwunschschreiben eines Arbeitgebers zum 75. Geburtstag eines ehemaligen Mitarbeiters, 1998

Als Geburtstag (gehoben: Wiegenfest) wird sowohl der Tag der Geburt einer Person als auch der Jahrestag dieses Ereignisses bezeichnet.
Die Jahrestage werden mit der Zahl der Jahre seit der Geburt benannt, an der ersten Wiederkehr des Tages der Geburt (1. Geburtstag) ist ein Kind also 1 Jahr alt. 
Da der Tag der Geburt selbst den Beginn des 1. Lebensjahres markiert, wird im Allgemeinen ein Tag der Wiederkehr dem nächsten Lebensjahr zugeordnet. Beispiel: Ein Kind, das ein Jahr alt ist, beginnt bereits am 1. Geburtstag sein 2. Lebensjahr, das es 12 Monate später, einen Tag vor dem 2. Geburtstag, abschließt usw. So ist es auch im Bürgerlichen Gesetzbuch (BGB) geregelt, das die Vollendung eines Lebensjahrs mit Ablauf desjenigen Tages definiert, welcher dem Tag der Wiederkehr des Tages der Geburt vorausgeht.
Ein weit verbreiteter Brauch ist es, seinen Geburtstag mit Freunden und Verwandten zu feiern. Bei Kindern sind zusätzlich zu der Feier mit Verwandten Kindergeburtstage üblich. In vielen Ländern ist es außerdem verbreitet, die Person zu beschenken. Genauso gibt es auch den Brauch, dass eine Person an ihrem Geburtstag anderen etwas schenkt. Ein weiterer stark verbreiteter Geburtstagsbrauch ist, einen Geburtstagskuchen oder eine Geburtstagstorte mit genau der dem Geburtstag entsprechenden Anzahl an Kerzen zu verzieren.
Es ist üblich, einer Person zum Geburtstag zu gratulieren oder ein Geburtstagslied zu singen. In vielen Teilen der Welt ist das englische Lied Happy Birthday verbreitet. Sollte es nicht möglich sein, persönlich zu gratulieren, ist es als Geste der Aufmerksamkeit üblich, per Post, Telefonat, E-Mail oder SMS-Nachricht einen Geburtstagsgruß zu übermitteln. Während es in Deutschland angeblich Unglück bringt, vor dem Geburtstag zu gratulieren, sind in manchen Regionen Österreichs der Glückwunsch und die Feier am Vorabend üblich.
Besondere Geburtstage sind die Volljährigkeit oder runde Geburtstage (z. B. 30., 50., 75., …), zu denen es unter Umständen regional weitere, spezielle Bräuche gibt. Dazu gehören beispielsweise der Schachtelkranz bzw. Sockenkranz zum 25. oder das Domtreppenfegen zum 30. Geburtstag.
Der Begriff Geburtstag wird auch im übertragenen Sinne für (Gründungs-)Jubiläum (einer Firma, einer Institution, eines Bauwerkes usw.), z. B. „Hafengeburtstag“, verwendet; die Gründung, Errichtung oder Eröffnung wird in diesem Fall als „Geburt“ aufgefasst.

## Herkunft
Kulturhistorisch geht der moderne Brauch der Geburtstagsfeier auf die frühe Hochkultur des Alten Ägypten sowie die Kultur der Antike (Griechen und Römer) zurück. Bei den Ägyptern wurde die Geburtstagsfeier zu Ehren des Königs (Pharao), Sohn der Himmelsgottheiten, abgehalten. Bei den Griechen und Römern hingegen diente die Geburtstagsfeier zur Anrufung von Schutzgeistern, um die gefeierte Person vor Schlechtem zu bewahren. Geburtstagsgeschenke stellten dabei ein Opfer an den Schutzgeist dar. Auch das Ahnengedenken spielte eine Rolle. Ursprünglich waren monatliche Feiern, meist von Gemeinschaften am selben Tag geborener Menschen, üblich. Ein Bezug zu angeblich am selben Tag geborenen Göttern war das Verbindende. Einladungen, Segenswünsche, Geschenke, Reden und Gedichte waren üblich.
Nach Herodot (5. Jahrhundert v. Chr.) ist der Geburtstag von allen Tagen im Jahr derjenige, den die Perser am meisten feiern. Es sei üblich, die Tafel an diesem Tag mit einer stärkeren Versorgung als gewöhnlich auszustatten: Die reicheren Leute essen vollständig gebackene Kuh, Pferd, Kamel oder Esel, während die ärmeren Klassen stattdessen kleinere Rinder verwenden.
In der römischen Kaiserzeit wurde der Geburtstag des Herrschers sowie der Mitglieder seiner Familie mit Dankfesten feierlich begangen. Nicht zuletzt wegen seiner Bedeutung in der Astrologie konnten der Geburtstag und an ihm vorkommende besondere Ereignisse mit zahlreichen mystisch-magischen Vorstellungen über deren Vorbedeutung für das Schicksal des Betroffenen mit entsprechendem apotropäischen (‚abwehrenden‘) Brauchtum bzw. Ritualen verbunden sein. Das Geburtstagsbrauchtum wurde im heidenchristlichen kirchlichen ‚Hochfest der Geburt des Herrn‘ (lat. Sollemnitas in nativitate Domini, „Weihnachten“) integriert.
Bis in die internationale Gegenwartskultur hinein hat sich verschiedenes Geburtstagsbrauchtum erhalten und weiterentwickelt (symbolische Geburtstagsgaben, Geburtstagskerzen, Geburtstagskuchen usw.).
Im christlichen Mittelalter feierten gewöhnliche Leute dann den Tag ihres Heiligen (den Heiligen, nach dem sie benannt wurden), aber im Adel feierte man den Jahrestag der Geburt. Die „Squire's Tale“, eine von Chaucers Canterbury Tales, beginnt damit, dass König Cambuskan ein Fest verkündet, um seinen Geburtstag zu feiern.
Das Judentum stand und steht den heidnischen Geburtstagskulturen ablehnend gegenüber.

## Im Christentum
Die Christliche Bibel erwähnt Geburtstagsfeiern an lediglich drei Stellen explizit, eine davon in dem zu den Spätschriften des Alten Testaments gehörenden 2. Buch der Makkabäer, jeweils begangen von gottfeindlichen Herrschern:
- der Geburtstag des Pharao, an dem dieser den Mundschenk begnadigt und den Bäcker aufhängen lässt (Gen 40,20 EU),
- der Geburtstag des Antiochos IV. Epiphanes, bei dem die Juden mit roher Gewalt zum Opferschmaus getrieben wurden (2 Makk 6,7 EU),
- der Geburtstag des Herodes Antipas, der zur Enthauptung des Täufers Johannes führte (Mt 14,6 EU sowie Mk 6,21 EU).

Nach manchen christlichen Auslegern gebe es auch eine positive Erwähnung von Geburtstagsfeiern in der Bibel:
- die „Tage“ der Söhne des Ijob, nach denen Ijob – der kein Jude war – zur Heiligung seiner Söhne jedes Mal Opfer bringt, für den Fall, dass diese sich während des veranstalteten Festmahls versündigt haben (Ijob 1,4-5 EU).

Im entstehenden Christentum wurde der Geburtstag Christi schon früh gefeiert. Er ist heute als Weihnachten bekannt. In der afrikanischen, ägyptischen und altpalästinensischen Kirche wurde die Geburt Christi im 3. und 4. Jahrhundert unterschiedlich gefeiert, nämlich im Januar, April oder Mai. Clemens von Alexandria, Augustinus und Gregor von Nazianz berichten von verschiedenen Daten. Aus Zypern, Armenien und Mesopotamien im 4. Jahrhundert ist der 6. Januar als kirchliches Geburtstagsfest Christi belegt. Die armenische Kirche hält bis heute am Festtermin vom 6. Januar fest.
Im christlichen Raum kamen Geburtstagsfeiern dann allmählich seit dem 4./5. Jahrhundert auf, zunächst für die teils vergöttlichten (divus) Kaiser sowie für Personen des christlichen Kultus wie Maria und Johannes den Täufer. Wichtiger für die kultische Praxis war aufgrund der Tradition der Verehrung von todesbereiten Glaubenszeugen, der sogenannten Märtyrer, der Todestag, der – als Eintritt in das wahre, ewige Leben interpretiert – oft als Geburtstag (dies natalis) bezeichnet wurde. Bis ins 19. Jahrhundert bleiben private Geburtstagsfeiern vereinzelt und finden allenfalls in höheren Gesellschaftsschichten statt. Die Feier des Geburtstags verbreitete sich zunächst eher in protestantischen Gebieten, während im katholischen Raum bevorzugt der Namenstag gefeiert wurde. Erst in jüngerer Zeit hat sich auch unter Katholiken die Feier des Geburtstages durchgesetzt.
Das Weihnachtsfest kann als Geburtstagsfest gesehen werden: Nach der Tradition vieler christlichen Kirchen wird am 25. Dezember bzw. am 6. Januar das ‚Hochfest der Geburt des Herrn‘ gefeiert. Außerdem wird in verschiedenen christlichen Kirchen an Pfingsten traditionell der „Geburtstag der Kirche“ gefeiert.
Die christliche Religionsgemeinschaft der Zeugen Jehovas lehnt unter Berufung auf die Praxis der frühen Christen das Feiern von Geburtstagen einschließlich des Weihnachtsfestes in jeglicher Form ab.

## Im Judentum
Die einzige Erwähnung einer Feier zum Gedenken an den Tag der Geburt (hebräisch יוֹם הֻלֶּדֶת jôm hullædæt) in der Jüdischen Bibel betrifft den Geburtstag des ägyptischen Pharao (Gen 40,20 ). Dementsprechend negativ und kritisch wurden Geburtstagsfeiern von den Rabbinern behandelt.
Die Bar Mizwa 13-jähriger jüdischer Jungen oder Bat Mizwa für 12-jährige jüdische Mädchen ist vielleicht die einzige jüdische Feier, die oft im Zusammenhang mit einem kalendarischen Geburtstag stattfindet. Bar und Bat Mitzwa bezeichnet sowohl den Status als auch den Tag und die Feier, an dem die religiöse Mündigkeit, d. h. die Erlangung religiöser Reife nach jüdischem Recht, eintritt. Trotz moderner Feiern, bei denen ein säkulares „Geburtstag“-Element den religiösen Ritus überschatten kann, ist das Wesen einer Bar-Mizwa- oder Bat-Mizwa-Feier religiösen Ursprungs. Am 13. oder 12. Geburtstag wird das jüdische Kind ein Bar Mizwa (‚Sohn des Gebots‘) oder eine Bat Mizwa (‚Tochter des Gebots‘), und eine mögliche Feier kann an diesem Kalendertag oder an jedem Datum danach stattfinden.

## Im Islam
In manchen konservativen Strömungen des Islam gilt das Feiern von Geburtstagen als christlicher oder vermeintlich jüdischer Brauch, der für Muslime verboten sei. Lediglich das Feiern des Geburtstags des Religionsgründers Mohammed ist weit verbreitet, indem seine Geburtsgeschichte erzählt wird, Essen verteilt wird und Kinder beschenkt werden (siehe Maulid an-Nabī). Aber das wird von einigen Muslimen als unislamisch und daher verboten angesehen, da der Prophet selber seinen Geburtstag nicht gefeiert habe und die Muslime sich nach seinem Vorbild (der sogenannten Sunnah) richten müssten. Jedoch soll der Prophet Muhammad gesagt haben, dass es erlaubt sei, etwas Neues in den Islam einzuführen, wenn es einen Nutzen hat (überliefert von Imām Muslim, im Sahih Muslim). Der Großteil der muslimischen Gemeinde sieht den Nutzen darin, dass die Muslime an die Geburtsgeschichte des Propheten erinnert werden und ihren Glauben dementsprechend stärken.
In anderen Strömungen des Islam wird diese Einstellung nicht geteilt. So wird im schiitischen Iran der Geburtstag der Tochter Mohammeds, Fatima bint Muhammad, als Muttertag zelebriert.
Dessen Datum nach dem bürgerlichen Kalender ändert sich von Jahr zu Jahr:
| Jahr | Bürgerlicher Kalender |
| ---- | --------------------- |
| 2018 | 09. März              |
| 2019 | 25. Februar           |
| 2020 | 15. Februar           |
| 2021 | 04. Februar           |

## Geburtstage von Staatsoberhäuptern

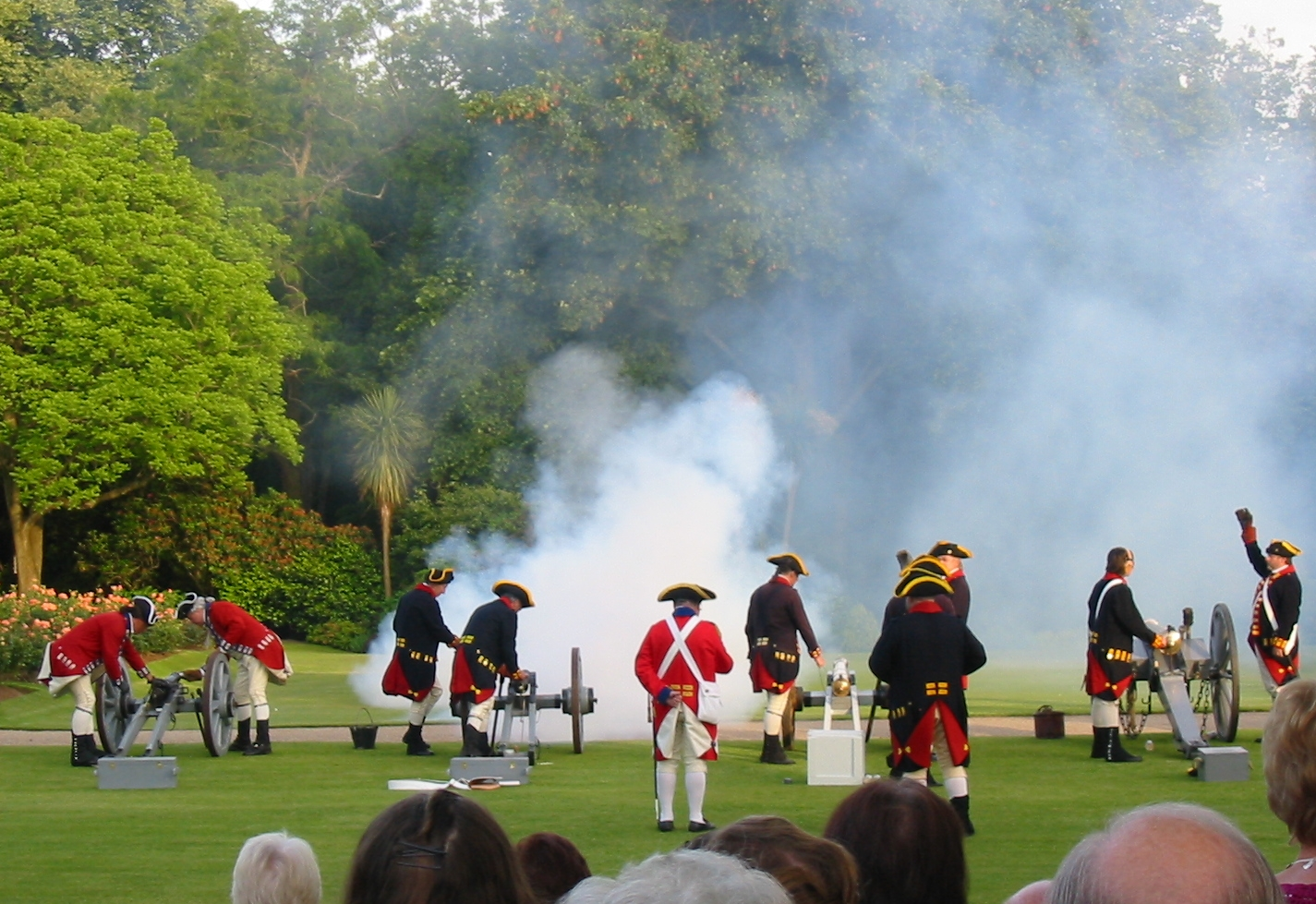
Salutschüsse zum Queen’s Birthday in Jersey am 13. Juni 2008

Viele Länder haben den Geburtstag ihres Monarchen zum allgemeinen Feiertag erklärt. Wenn der Geburtstag in eine Jahreszeit fällt, in der die Regenwahrscheinlichkeit hoch und die Temperaturen niedrig sind, wird der Feiertag oft in eine angenehmere Zeit des Jahres gelegt.
Bis zum Abdanken von Königin Beatrix der Niederlande beging man beispielsweise den Koninginnedag, ihren offiziellen Geburtstag, am 30. April, dem Geburtstag ihrer Mutter Juliana, obwohl sie selbst am 31. Januar geboren wurde. Ihr Sohn und Nachfolger Willem-Alexander ist am 27. April geboren, so dass der Koningsdag nun um drei Tage vorverlegt wird und somit der wahre Geburtstag und das Datum des amtlichen Feiertags wieder übereinstimmen.
Im Commonwealth of Nations wird der Geburtstag des Monarchen in jedem Mitgliedsstaat unterschiedlich begangen, je nach Klima und der Lage anderer Feiertage im Kalender. Die Militärparade Trooping the Colour zu Ehren des königlichen Geburtstages wird seit jeher im Juni (i. d. R. am zweiten Samstag des Monats) abgehalten.
Auch die Diktaturen des 20. Jahrhunderts verzichteten selten auf die öffentliche Feier des Geburtstages des jeweils herrschenden Machthabers als identitätsstiftendes Ritual. So wurde in Deutschland unter dem NS-Regime der Geburtstag Adolf Hitlers als Führers Geburtstag begangen, in Nordkorea wird der Geburtstag des Diktators Kim Jong-un regelmäßig mit großem Aufwand zelebriert, und bis heute spielt der Geburtstag Mao Tsedongs in China sowie für kommunistische Gruppen in aller Welt eine bedeutende Rolle.